# آدوشا
آدوشا (سنسکریت؛ پالی: adosa) یک اصطلاح بودایی است که به «عدم نفرت» ترجمه شده‌است.
آدوشا، عدم نفرت و آسیب نرساندن به سایر مخلوقات، و عدم تحمیل رنج به خرده ستمگران. و درگیر نشدن با کسانی که رفتارهای ناسالم دارند.

## یادداشت
1. 1 2  Guenther (1975), Kindle Locations 538-539.
2. ↑  Kunsang (2004), p. 25.